# Sân bay Tsentralny
Sân bay Tsentralny (tiếng Nga: Аэропорт Центральный (IATA: OMS, ICAO: UNOO) là một sân bay ở tỉnh Omsk, Nga, cách trung tâm thành phố Omsk 5 km về phía tây nam. Sân bay này có 3 đường cất hạ cánh, 1 đường rải nhựa đường và 2 đường mặt cỏ.

## Các hãng hàng không và các tuyến điểm
- Aeroflot (Moskva-Sheremetyevo)
- Rossiya (Moskva-Vnukovo)
- S7 Airlines (Adler/Sochi, Frankfurt, Hanover, Moskva-Domodedovo, St. Peterburg [theo mùa ngày 26 tháng 6 - ngày 4 tháng 9 năm 2008])
- Uzbekistan Airways (Andizhan)
- Yamal Airlines